# Амалгайд мак Конгалайг

Ирландия в VIII — первой трети IX века

Амалгайд мак Конгалайг (др.‑ирл. Amalgaid mac Congalaig; погиб в 718) — король Наута (Северной Бреги) и всей Бреги (702—718) из рода Сил Аэдо Слане.

## Биография
Амалгайд принадлежал к Уи Хонайнг, одной из двух основных ветвей рода Сил Аэдо Слане. Он был одним из сыновей короля Наута и всей Бреги Конгалаха мак Конайнга Куйрре. После смерти отца в 696 году его владения унаследовал брат Иргалах, а когда тот погиб в 702 году во время набега бриттов, власть над Наутом и титул короля всей Бреги получил сам Амалгайд.
Контролируемые Амалгайдом мак Конгалайгом земли Северной Бреги располагались к северу от реки Лиффи. Резиденция правителей Наута находилось на территории одноимённого древнеирландского кургана.
Бо́льшая часть правления Амалгайда мак Конгалайга прошла в междоусобицах с правителями Лагора (Южной Бреги) из рода Уи Хернайг и в борьбе с королями Миде из рода Кланн Холмайн за гегемонию над Южными Уи Нейллами. Союзником Амалгайда в этих конфликтах был правитель небольшого брегского королевства Фил Хул Брег Фланн мак Аэдо. Согласно ирландским анналам, в 712 году король Фланн убил короля Лагора Мане мак Нейлла, после чего, по свидетельству сохранившейся в «Лейнстерской книге» поэмы Фланна Майнистреха «Síl Aeda Sláne na Sleg», Амалгайду удалось подчинить своей власти нового правителя Южной Бреги Коналла Гранта.
Однако ситуация изменилась, когда верховный король Ирландии Фергал мак Маэл Дуйн из рода Кенел Эогайн стал проводить политику, направленную на установление своей гегемонии над всеми владениями Уи Нейллов. Признание его в этом качестве королём Миде Мурхадом Миди привело к конфликту между Амалгайдом мак Конгалайгом и Фергалом. Ещё в 711 году брат Фланна мак Аэдо, Ку Раи, и его союзник, правитель небольшого королевства Уи Мейт Тнутах мак Мохлоингейс, погибли в сражении с верховным королём при Слиаб Фуайте (современном Фьюсе в графстве Арма), а в 714 году и сам король Фланн пал в битве, сражаясь с войском Мурхада Миди при Биле Тенеде (современный Билливуд около Мойналти).
Вскоре после этого возобновились брегские междоусобицы. В 714 году Фогартах мак Нейлл из рода Уи Хернайг объявил о своих притязаниях на титул короля всей Бреги, но в ответ был изгнан в Британию. По свидетельству «Анналов четырёх мастеров», его ссылка была делом рук верховного короля Ирландии Фергала мак Маэл Дуйна. Однако современные историки предполагают, что, скорее всего, изгнание было следствием междоусобной войны, и называют возможным преследователем Фогартаха или его собственного дядю, короля Лагора Коналла Гранта, или правителя Миде Мурхада Миди. В следующем году Коналл Грант и Мурхад Миди поссорились, король Мурхад был убит своим соперником и это позволило Фогартаху в 716 году возвратиться в Ирландию.
В 718 году в сражении при Кеннасе (современном Келсе) войско Амалгайда мак Конгалайга было разбито войском короля Южной Бреги Коналла Гранта. На поле боя пали сам король Амалгайд, его брат Фергал и их союзники, Гормгал мак Аэдо из Сил Длутайг и Туатал Уа Феэлхон из Кланн Холмайн Бикк.
После гибели Амалгайда мак Конгалайга новым правителем Наута стал его двоюродный брат Кинаэд мак Иргалайг, а титул короля всей Бреги перешёл к Коналлу Гранту. Сыновья Амалгайда — Конайнг и Дунгал — также были королями всей Бреги.